# Robert Kramer
Robert Kramer (New York, 22 giugno 1939 – Rouen, 10 novembre 1999) è stato un regista, sceneggiatore e attore statunitense.

## Biografia
Nasce a New York da una famiglia ebrea formatasi culturalmente in Europa: il padre è medico e la madre ha studiato alla Bauhaus; ella, in seguito alla morte del marito, si trasferisce in Israele. Kramer studia filosofia e storia allo Swarthmore College e all'Università di Stanford. Nel 1963 si stabilisce per quasi un anno in America Latina con un accredito di giornalista e, successivamente, va a Newark, dove lavora ad un progetto di comunità nei quartieri neri. Nel 1965 realizza il suo primo film: FALN, nel quale è autore dei commenti delle immagini girate dai guerriglieri venezuelani montate da un suo amico in clandestinità e di conseguenza i nomi degli autori non compaiono.
Dirige il suo primo film da regista nel 1966: In the Country, nel quale racconta del protagonista che si sta allontanando dal movimento della nuova sinistra americana; nello stesso anno, Kramer lascia Newark per partire verso Bratislava, dove si tiene il primo meeting tra americani e Viet Cong. Prima di tornare a New York va in Italia e a Parigi, dove conosce, tra gli altri, Bernardo Bertolucci. Tornato in America, contribuisce alla nascita di Newsreel: un gruppo di filmakers che si proponevano di realizzare film su eventi e avvenimenti legati alle lotte di quegli anni, per definire una realtà diversa da quella proposta dai mass media.
In questo periodo realizza The Edge e successivamente Ice nel quale, mescolando fiction e falsi documentari in stile Newsreel, parla di un futuro distopico in cui un gruppo rivoluzionario lotta contro un regime fascista negli Stati Uniti. In Vietnam, realizza il film People's war per Newsreel, che in seguito lascia per dedicarsi a diverse attività politiche.
Nel 1975 realizza Milestones: un grande affresco sull'autunno del movimento americano; il film, paragonato a Nashville, riscuote successo a Cannes, dove viene proiettato il giorno della presa di Saigon. Vissuto per un periodo in Portogallo durante la rivoluzione, realizza il film Scenes from the class struggle in Portugal. Tornato in America trova il movimento in fase di ripiegamento, profondamente settario e disperso in vari gruppuscoli e decide di lavorare come camionista e, successivamente, insegna cinema al San Francisco State.
A partire dal 1979 si stabilisce in Francia dove lavora a Guns. In seguito realizza altre opere sia in video che su pellicola. Tra queste Notre Nazi del 1984 e Doc's Kingdom del 1987, girato in Portogallo, storia di un medico americano, Doc, che ha lasciato il suo paese da molti anni; il film è una riflessione sull'esilio e uno dei protagonisti è interpretato da Vincent Gallo. Nel 1981 partecipa come sceneggiatore e attore al film di Wim Wenders: Lo stato delle cose. Nel 1989 ritorna in America per realizzare Route One/Usa, un film di più di quattro ore in cui, rinnovando e reinventando la nozione di documentario, racconta delle persone incontrate da Doc (già protagonista in Doc's Kingdom) nel viaggio dal Maine fino in Florida lungo la famosa strada.
Tra le altre sue opere sono da ricordare Point de départ, realizzato nel 1992 in Vietnam, dove è tornato per supervisionare un programma per cineasti locali; questo film è l'occasione per riflettere sul paese e su ciò che è cambiato dai tempi del suo primo film People's war. Nel 1993 realizza due video, ciascuno di 7 minuti, su due ciclisti americani: Greg LeMond e Andrew Hampsten. Walk the Walk è uno dei suoi ultimi film, dove lavora ancora al confine tra documentario e film di finzione e nel quale ci si ritrova nei luoghi di origine della sua famiglia: Odessa, la Polonia e l'Ucraina. Muore nel 1999 a Rouen.

## Filmografia

### Regista
- FALN (1965)
- In the Country (1966)
- The Edge (1968)
- The People's War - cortometraggio (1969)
- Ice (1970)
- Milestones (1975)
- Scenes from the Class Struggle in Portugal (1977)
- Guns (1980)
- À toute allure (1982)
- Notre nazi (1984)
- Diesel (1985)
- Doc's Kingdom (1987)
- Route One/USA (1989)
- Berlin 10/90 (1991)
- Contre l'oubli (1991)
- Starting Place/Point de départ (1993)
- Greg Lemond / Andrew Hampsten (1993)
- Le manteau (1996)
- Walk the Walk (1996)
- The Ghosts of Electricity - cortometraggio (1997)
- Cités de la plaine (2001)

### Sceneggiatore
- Lo stato delle cose (Der Stand der Dinge), regia di Wim Wenders (1981)
- Gestos e Fragmentos, regia di Alberto Seixas Santos (1983)

### Attore
- Lo stato delle cose (Der Stand der Dinge), regia di Wim Wenders (1981)
- La noia (L'ennui), regia di Cédric Kahn (1998)
- La vie moderne, regia di Laurence Ferreira Barbosa (1999)